# NGC 1692
NGC 1692 је лентикуларна галаксија у сазвежђу Еридан која се налази на NGC листи објеката дубоког неба.
Деклинација објекта је - 20° 34' 16" а ректасцензија 4h 55m 23,7s. Привидна величина (магнитуда) објекта NGC 1692 износи 13,0 а фотографска магнитуда 14,0. NGC 1692 је још познат и под ознакама ESO 552-21, MCG -3-13-29, NPM1G -20.0184, A 0453-20, PGC 16336.